# Михаило-Архангельский собор (Караганда)
Михаило-Архангельский собор (каз. Михаил-Архангел ғибадатханасы) — православный собор Карагандинской епархии Русской православной церкви в городе Караганда.

## История
В 1946 году с разрешения властей был открыт первый в Карагандинской области легально действовавший православный храм, который располагался в посёлке Кировском (ныне входит в состав Октябрьского района Караганды). Храм был освящён во имя архангела Михаила. Настоятелем храма стал Владимир Холодков, бывший узник Карлага. С 1947 года настоятель храма стал благочинным Карагандинского округа Петропавловской и Атбасарской епархии.
Храм деревянный, что связано с его расположением над участком шахтного поля № 12, который был выработан в 1951 году. Тем не менее любое расширение 
молитвенного здания требовало специального разрешения для обеспечения безопасности строения. К празднованию 1000-летия Крещения Руси в 1987 году было разрешено пристроить к правой стене алтаря ризницу и служебные помещения для духовенства. В том же году храм получил статус собора.
В январе 2015 года из храма была совершена кража ящика для пожертвований. Злоумышленником оказался 25-летний житель города, неоднократно привлекавшийся за правонарушения.
Собор окружен христианским кладбищем Триада с трех сторон.